# Verpiss’ dich
Verpiss’ dich ist ein Lied der deutschen Girlgroup Tic Tac Toe aus dem Jahr 1996.

## Entstehung und Veröffentlichung
Geschrieben wurde das Lied von den drei Tic-Tac-Toe-Mitgliedern Marlene Tackenberg, Ricarda Wältken und Liane Wiegelmann, zusammen mit den Koautoren Torsten Börger und Claudia Wohlfromm. Börger zeichnete zudem für die Produktion verantwortlich.
Die Erstveröffentlichung von Verpiss’ dich erfolgte am 15. April 1996 als Teil von Tic Tac Toes selbstbetitelten Debütalbums bei RCA Records (Katalognummer: 74321 31375 2). Am 28. Oktober 1996 erschien das Lied als vierte Singleauskopplung aus dem Album. Diese erschien als 12″-Maxi-Single (Katalognummer: 74321 40202 1) sowie als CD-Maxi-Single (Katalognummer: 74321 40202 2) mit je vier verschiedenen Versionen des Liedes.

## Inhalt
„Ich weiß genau, ich vermiss’ dich.

Egal, verpiss’ dich!

Du weißt genau, ich vermiss’ dich.“

## Musikvideo
Das Musikvideo zu Verpiss’ dich zählte bis August 2025 über 6,5 Millionen Aufrufe auf der Videoplattform YouTube.

## Kommerzieller Erfolg

### Chartplatzierungen
| ChartsChartplatzierungen | Höchstplatzierung | Wochen |
| ------------------------ | ----------------- | ------ |
| Deutschland (GfK)        | 1 (24 Wo.)        | 24     |
| Österreich (Ö3)          | 3 (17 Wo.)        | 17     |
| Schweiz (IFPI)           | 1 (19 Wo.)        | 19     |

| ChartsJahrescharts (1996) | Platzierung |
| ------------------------- | ----------- |
| Deutschland (GfK)         | 58          |

| ChartsJahrescharts (1997) | Platzierung |
| ------------------------- | ----------- |
| Deutschland (GfK)         | 25          |
| Österreich (Ö3)           | 18          |
| Schweiz (IFPI)            | 40          |

### Auszeichnungen für Musikverkäufe
| Land/Region        | Auszeichnungen für Musikverkäufe (Land/Region, Auszeichnung, Verkäufe) | Verkäufe |
| ------------------ | ---------------------------------------------------------------------- | -------- |
| Deutschland (BVMI) | Platin                                                                 | 500.000  |
| Österreich (IFPI)  | Gold                                                                   | 25.000   |
| Insgesamt          | 1× Gold · 1× Platin ·                                                  | 525.000  |